# ヴィンテージベースボール

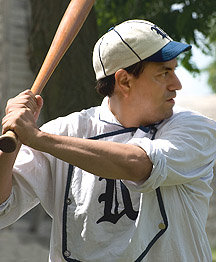
ヴィンテージ・ベース・ボール選手

ヴィンテージ・ベース・ボール（英：Vintage Base Ball）は、主にアメリカ合衆国において、全国的に同一の野球ルールで試合が行われるようになった19世紀後半（1860年代、または1880年代）のルール・服装・用具などを使って行われる、復古的・懐古的な野球。試合は主に1850年代、1860年代、1880年代のルールやユニフォームが適用される。単に得点を競うだけでなく、南北戦争を再現してみせるように、当時の野球を再現する。選手は当時を思い起こさせるユニフォームを着用し、多くのチームが19世紀後期のユニフォームのレプリカを着用している。様式や審判の判定は19世紀のものを使用している。
1880年代より以前から使われていたように、「ベースボール(baseball)」ではなく通常は「ベース・ボール(base ball)」と記載される。

## 概説・歴史
アメリカ合衆国でプロ野球組織が設立・活動をはじめて100年が経った1970年代後半から、野球の始まった当時のルールと服装を再現した野球ゲームを行う動きが始まり、1980年代に入りこの懐古的な野球を楽しむクラブの活動が徐々に活発になっていった。ヴィンテージ・ベースボールとしての最初の試合は、1980年にニューヨークのオールド・ベスページという場所で、野球史愛好家らの手によって1860年当時のルールで試合が行われたのが最初であるとされる。
その後1995年に「ヴィンテージ・ベース・ボール協会」（Vintage Base Ball Association）が設立され、加盟クラブ間での交流試合を手助けをするようになった。この組織では1860年代のルールをもとにゲームが行われている。
また元ニューヨーク・ヤンキース等で投手として活躍したジム・バウトン（Jim Bouton）を理事長とする「ヴィンテージ・ベース・ボール連盟」（Vintage Base Ball Federation）は1880年代のルールをもとに、住民参加の町おこしも兼ねて各地でゲームを行っている。2004年7月3日にマサチューセッツ州のピッツフィールドで開かれたヴィンテージベースボールのイベントでは、6000人もの観客が詰め掛けた。
ヴィンテージ・ベース・ボール連盟等の資料によると、クラブは現在アメリカ合衆国全土とカナダ（オンタリオ州）などに数百あると言われ、中にはかつて19世紀にメジャーリーグベースボールに加盟していたチームと同じフランチャイズで、同名を名乗って活動しているクラブも見られる（例：ニューヨーク・ミューチュアルズ、プロビデンス・グレイズ、ハートフォード・ダークブルース等）。
なお『ヴィンテージベースボール』の綴りは、19世紀当時のそれにならって、"Base"と"Ball"を別々の単語で書くのが正しい記述だそうである。
また、日本においても、松山 市など各地で「古式野球」が行われている。

## ルール等
ルールは当時と全く同じという訳ではなく、現代の試合とヴィンテージ・ベース・ボールの間にはいくつかの違いがある。1880年代と同様、バッターまたは「ストライカー」(打者)を考慮して下手投げで投げられる。フェンスのない野原で行なわれることが多く、樹木や建造物など障害物が試合に影響することがある。主なルールとしては、ワン・バウンドが許されていることである。グローブがなく、ボールをキャッチするのが困難であるため下手投げをするが、下手投げおよびその他のルールは英国式野球と似ている。
当時の詳細な資料が少ないため、研究者、ヴィンテージ・「ボーリスト」(選手)、現代の野球選手がどのように試合が行なわれていたのかを検証した。しかしどれくらいの頻度で盗塁していたか、滑り込みはいつ広まったか、打者がどのようにバットを握り振ったか、審判の権限はどこまでか、選手がフィールド内でどのようにふるまっていたのか、現在も議論は続いている。
唯一確かなのはスポーツマンシップに則って試合が行なわれたことである。たとえ相手チームであっても良いプレーをした場合は賞賛し、ベースを踏む際は審判に合図をし、いかなる対戦結果でも相手チーム(または審判、「クランク」(ファン)など)への敬意を払うなど、現代のヴィンテージ・ボーリスト(選手)もこれを守っている。
礼儀やスポーツマンシップを遵守することは、「紳士のスポーツ」と考えられていた初期の野球を継承することである。1870年代、プロ野球に移行していき、金銭(これに関連して「勝利」)がモチベーションとなっていき、19世紀の試合は勝つためのラフプレーや騙しを行い、1人しかいない審判にごまかすようになってしまった。
ヴィンテージ・ベース・ボール協会はヴィンテージ・ボール・クラブの国際組織であり、会議、出版、告知、メーリングリスト、教育、またアメリカやカナダのリーグ、クラブ、トーナメント間の連携、関連活動を行なっている。

## 用語集
| - エース、トーリー(Ace or Tally) – 走ること、ホームベースを踏むこと - アップル、ピル、ホースハイド、オニオン(Apple, pill, horsehide, onion) – ボール - アーティスト(Artist) – 優秀な選手 - ボーラー、ボーリスト(Baller, Ballist) – 選手 - ベーステンダー(Basetender) – 内野手 - ベンチ(Bench) – 監督、コーチ - ブラインド(Blind) – 無得点 - ブルーパー、バンジョー・ヒット(Blooper, banjo hit) – ゆるいフライ、テキサスヒット(Texas leaguer) - ブードゥラー(Boodler) – 品のない振る舞い - バウンド(Bound) – ゴロを打つ - ボーラー、ハーラー、スロウワー、フィーダー(Bowler, hurler, thrower, feeder) – ピッチャー - バグ・ブルーザー(Bug bruiser) – 鋭いゴロ - クラブ、ナイン(Club, Nine) – チーム - クランクまたはスロング(Cranks (or Throng)) – ファン - デイジー・カッター(Daisy Cutter) – 鋭いゴロ - デッドまたはハンド・デッド、ハンド・ダウン(Dead or Hand Dead, Hand down) – アウトまたはバッター・アウト - デュウ・ドロップ(Dew Drop) – スロー・ピッチ - ディッシュ(Dish) – ホーム・プレート - ファウル・ティック(Foul tic) – ファウル・ボール - フォー・ベーサー(Four Baser) – ホームラン - ガーデン(Garden) – 外野 - ジンジャー(Ginger) – 熱烈なプレー - グラウンド(Ground) – フィールド - ハザー(Huzzah!) - フレー(応援の掛け声) | - レッグ・イット(Leg it) – 早い走り - マッチ(Match) – 試合 - ミッドフィールダー(Midfielder) – センター・フィールダー - マックル(Muckle) – パワー・ヒッター - マフまたはダフ(Muff or Duff) – エラー - マフィン(Muffin) – 熱烈だがスキルの浅い選手 - ピッチャーズ・ポイント(Pitcher's Point) –ピッチャーのマウンドまたはプレート - プレイヤー・デッド(Player Dead) – アウト - プラック(Pluck) – ファイン・ストライクまたはファイン・プレー - プラギング(またはソーキング)・ザ・ランナー(Plugging (or Soaking) the Runner) – 走者にボールを投げてアウトにする(1845年以降禁止) - ロヴァー(Rover) – ショート - スカウツ(Scouts) – 外野手 - ショウ・ア・リトル・ジンジャー(Show a little ginger) – 熱心またはスマートなプレー - スカイ・ボール、スカイヤー(Sky Ball, Skyer) – フライ - スカイ・スクレイパー(Sky scraper) – 高く飛んだフライ - ストリンガー(Stinger) – 強くヒットしたボール - ステア・ユア・スタンプス(Stir your stumps) – 早く走る - ストライカー(Striker) – ヒッター - ストライカー・トゥ・ザ・ライン(Striker to the line) – バッター・アップ - テイリーキーパー(Talleykeeper) – スコア記録係 - スリー・ハンズ・デッド(Three Hands Dead) – 3アウト、攻撃終了 - ホワイトウォッシュ(Whitewash) – 無得点試合 - ウィロウ(Willow) – バット |

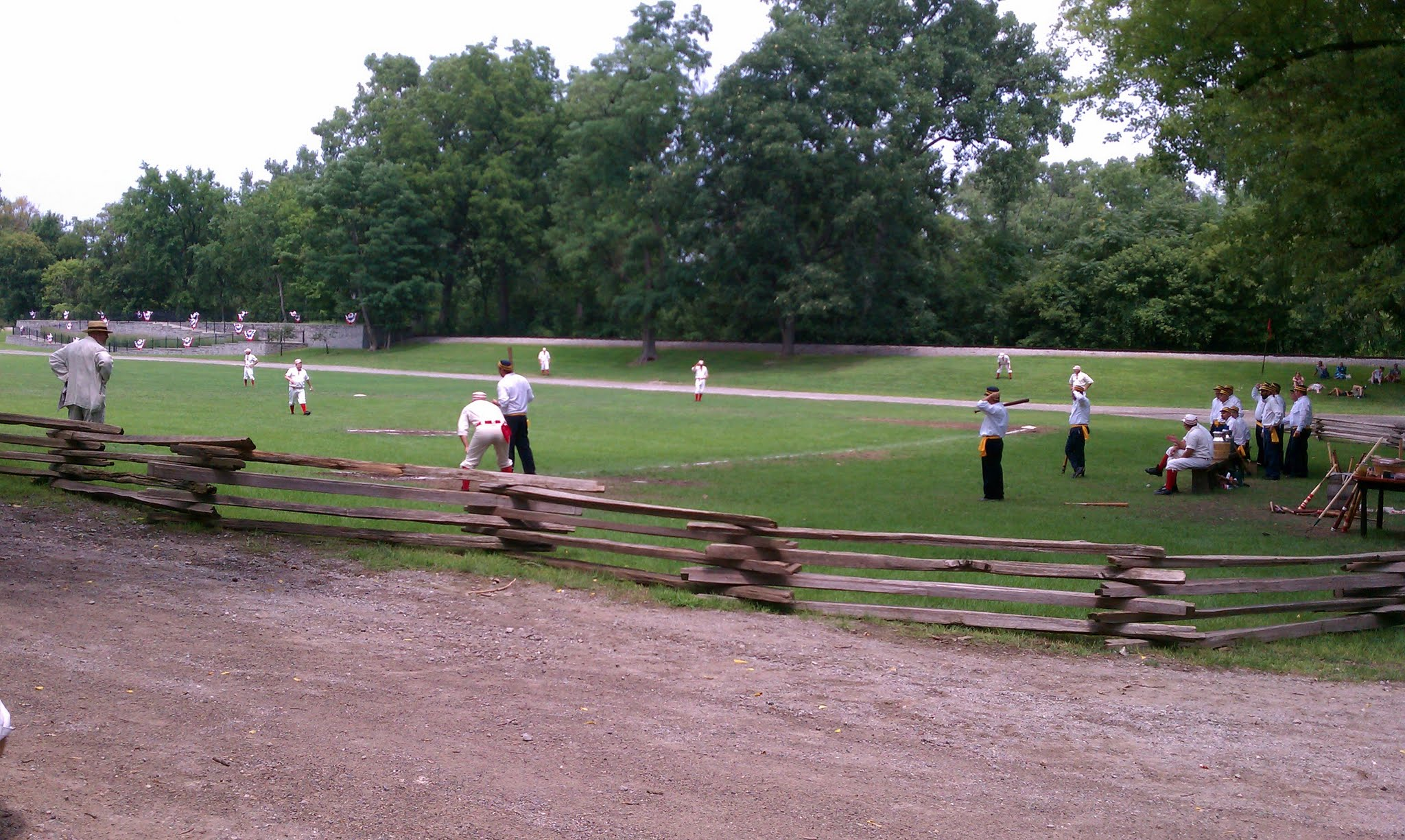
2011年、ヘンリーフォード博物館グリーンフィールド・ヴィレッジで行なわれたヴィンテージ・ベース・ボールの試合風景.

## 関連事項
- 野球の歴史